# Havanatunnel

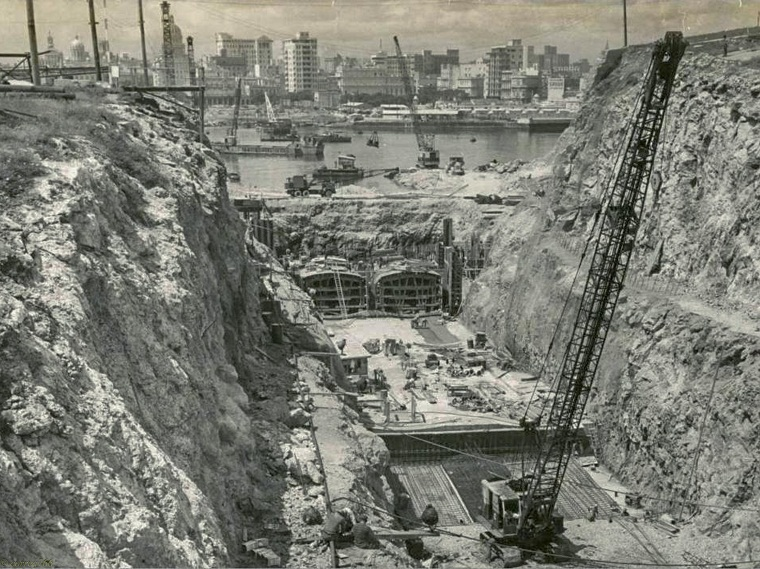
Tunnel tijdens de bouw met zicht op het oude centrum (ca. 1957)

De Havanatunnel is een oeververbinding onder het toegangskanaal tot de Baai van Havana in Cuba. Het is een afgezonken tunnel die in 1957-1958 werd aangelegd. President Fulgencio Batista gaf opdracht voor de bouw om het oude centrum van Havana te verbinden met de oostkant van de baai.
De tunnel werd gebouwd tussen 1957 en 1958 door het Franse bedrijf Societé de Grand Travaux de Marseille, dat in 2007 opging in het VINCI conglomeraat. Aan de westkant begint de tunnel bij de Paseo de Prado. Door de bestaande bebouwing is hier een grote lus gemaakt die het verkeer toegang biedt tot de tunnel. Aan de oostzijde is veel meer ruimte en hier kon een rechte toegangsweg volstaan. De toegang aan de oostzijde ligt tussen de forten Castillo del Morro en Fortaleza de San Carlos de la Cabaña. De tunnel telt in totaal vier rijstroken, twee in elke richting. De ventilatie wordt verzorgd door ventilatieschachten aan beide oevers.
De tunnel is 733 meter lang en de bovenkant ligt op maximaal 12 meter diep. Hij is gemaakt van vijf afzinkbare caissons. Elk is 107,5 meter lang, 22 meter breed en 7,1 meter hoog en het gewicht is 16.000 ton. Deze caissons werden in een droogdok gebouwd en versleept naar de juiste locatie waar ze werden afgezonken.